# Oskar Lampe

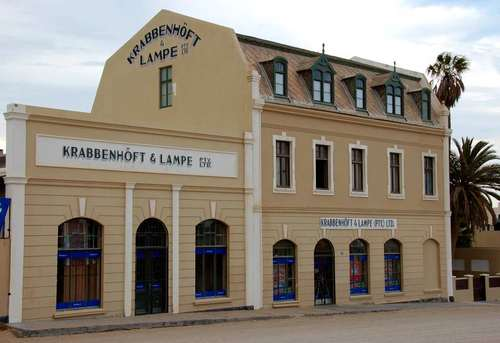
Krabbenhöft-und-Lampe-Gebäude in Lüderitz

Oskar Lampe (* 15. Juni 1877 in Bremen, Deutsches Kaiserreich; † 25. Januar 1961 in Lüderitz) war ein deutscher Kaufmann in Deutsch-Südwestafrika und Südwestafrika. 
Lampe zog nach seiner kaufmännischen Lehre 1898 nach Deutsch-Südwestafrika, wo er in Swakopmund anlandete und zunächst für das Handelsunternehmen Boysen & Wulff tätig war. Bereits 1909 stieg er als Miteigentümer (neben Friedrich Krabbenhöft) in das nun als Krabbenhöft & Lampe bekannte Unternehmen ein. Es handelt sich um das älteste bestehende (Stand Juni 2020) Unternehmen Namibias. Als Hauptsitz ließen sie das Krabbenhöft-und-Lampe-Gebäude in Lüderitz errichten.
Lampe heiratete 1939 in zweiter Ehe die 30-jährige Juliane Wulff (1909–1997), mit der er die Kinder Jutta und Oskar hatte. Nach seinem Tod 1961 übernahm seine Ehefrau Julia die Anteile am Unternehmen. Ihr lagen vor allem auch soziale Projekte am Herzen. Sohn Oskar verkaufte schlussendlich die Unternehmensanteile 1984.